# Парти (озеро)
Парти — озеро в Тавдинском городском округе Свердловской области, Россия.

## Географическое положение
Озеро расположено в 5 километрах к востоку-северо-востоку от деревни Тормоли 1-е, в западной части болота Индра. Озеро площадью 0,95 км², с уровнем воды 57,2 метра.

## Описание
Озеро не имеет поверхностного стока. Берега местами заболочены. В озере водится карась, и гнездится водоплавающая птица.